# FC Volendam
Câu lạc bộ bóng đá Volendam (phát âm tiếng Hà Lan: [ˌvoːlə(n)ˈdɑm]) là một câu lạc bộ bóng đá chuyên nghiệp có trụ sở tại Volendam, Hà Lan. Câu lạc bộ đang chơi ở Eerste Divisie, giải đấu hạng hai của bóng đá Hà Lan sau khi xuống hạng từ Eredivisie 2023–24.
Với biệt danh "de Palingboeren", câu lạc bộ được thành lập với tên Victoria vào năm 1920, đổi tên thành RKSV Volendam vào năm 1923 và nổi lên như một câu lạc bộ chuyên nghiệp độc quyền, FC Volendam, vào năm 1977, sau khi tách khỏi câu lạc bộ mẹ. Đội chơi các trận đấu trên sân nhà tại sân vận động Kras có sức chứa 6.984 người, nơi đội đã có trụ sở từ năm 1975.
Câu lạc bộ nổi tiếng là câu lạc bộ heen-en-weer ("câu lạc bộ qua lại") do có nhiều lần thăng hạng và xuống hạng giữa hạng nhất và hạng hai của bóng đá Hà Lan. Họ đã đạt được 10 lần thăng hạng lên Eredivisie; một kỷ lục. Volendam cũng lọt vào hai trận chung kết KNVB Cup - vào các năm 1957–58 và 1994–95 - kết thúc với thất bại lần lượt trước hai câu lạc bộ có trụ sở tại Rotterdam là Sparta và Feyenoord.

## Cầu thủ

### Đội hình hiện tại
Tính đến ngày 13/9/2024.
Ghi chú: Quốc kỳ chỉ đội tuyển quốc gia được xác định rõ trong điều lệ tư cách FIFA. Các cầu thủ có thể giữ hơn một quốc tịch ngoài FIFA.
| Số | VT | Quốc gia | Cầu thủ                      |
| -- | -- | -------- | ---------------------------- |
| 2  | HV | Hà Lan   | Daniël Beukers               |
| 3  | HV | Togo     | Mawouna Amevor               |
| 4  | HV | Hà Lan   | Xavier Mbuyamba (đội trưởng) |
| 6  | TV | Hà Lan   | Alex Plat                    |
| 7  | TĐ | Hà Lan   | Bilal Ould-Chikh             |
| 8  | TV | Hà Lan   | Jamie Jacobs                 |
| 9  | TĐ | Hà Lan   | Henk Veerman                 |
| 10 | TĐ | Curaçao  | Brandley Kuwas               |
| 11 | TĐ | Hà Lan   | Aurelio Oehlers              |
| 12 | HV | Hà Lan   | Déron Payne                  |
| 14 | HV | Hà Lan   | Daan Steur                   |
| 15 | TV | Hà Lan   | Anass Bouziane               |
| 16 | TM | Hà Lan   | Khadim Ngom                  |

| Số | VT | Quốc gia | Cầu thủ                         |
| -- | -- | -------- | ------------------------------- |
| 19 | TV | Hà Lan   | Myron Mau-Asam                  |
| 20 | TM | Hà Lan   | Kayne van Oevelen               |
| 21 | TĐ | Hà Lan   | Robert Mühren                   |
| 22 | TM | Hà Lan   | Barry Lauwers                   |
| 23 | HV | Hà Lan   | Gladwin Curiel                  |
| 25 | HV | Hà Lan   | Luca Blondeau                   |
| 27 | TĐ | Hà Lan   | Quincy Hoeve (lãnh thổ Bonaire) |
| 29 | TĐ | Hà Lan   | Koen Blommestijn                |
| 32 | HV | Hà Lan   | Yannick Leliendal               |
| 34 | TV | Maroc    | Imran Nazih                     |
| 36 | TV | Hà Lan   | Milan de Haan                   |
| 46 | TV | Hà Lan   | Mika van der Horst              |
| 77 | TĐ | Hà Lan   | Caner Demircioglu               |

### Cho mượn
Ghi chú: Quốc kỳ chỉ đội tuyển quốc gia được xác định rõ trong điều lệ tư cách FIFA. Các cầu thủ có thể giữ hơn một quốc tịch ngoài FIFA.
| Số | VT | Quốc gia | Cầu thủ                                   |
| -- | -- | -------- | ----------------------------------------- |
| —  | TV | Hà Lan   | Flip Klomp (tại Spakenburg đến 30/6/2025) |

| Số | VT | Quốc gia | Cầu thủ                                      |
| -- | -- | -------- | -------------------------------------------- |
| —  | TV | Hà Lan   | Bram van Driel (tại Lecce U19 đến 30/6/2025) |

## Ban huấn luyện
| Vị trí                   | Nhân viên                       |
| ------------------------ | ------------------------------- |
| HLV trưởng               | Michael Dingsdag                |
| Trợ lý HLV               | Koen Buitwijk                   |
| HLV đội 1                | Maarten van Smit Robin Swinkels |
| Huấn luyện viên phối hợp | Lars de Jong                    |
| Nhà vật lý trị liệu      | Toon Brouwers                   |
| Quản lý đội              | Wout Stijnen                    |
| Giám đốc kĩ thuật        | Jos de Leeuwen                  |
| Giám đốc kĩ thuật        | Wim Jonk                        |